# Jamaat-e-Islami Hind

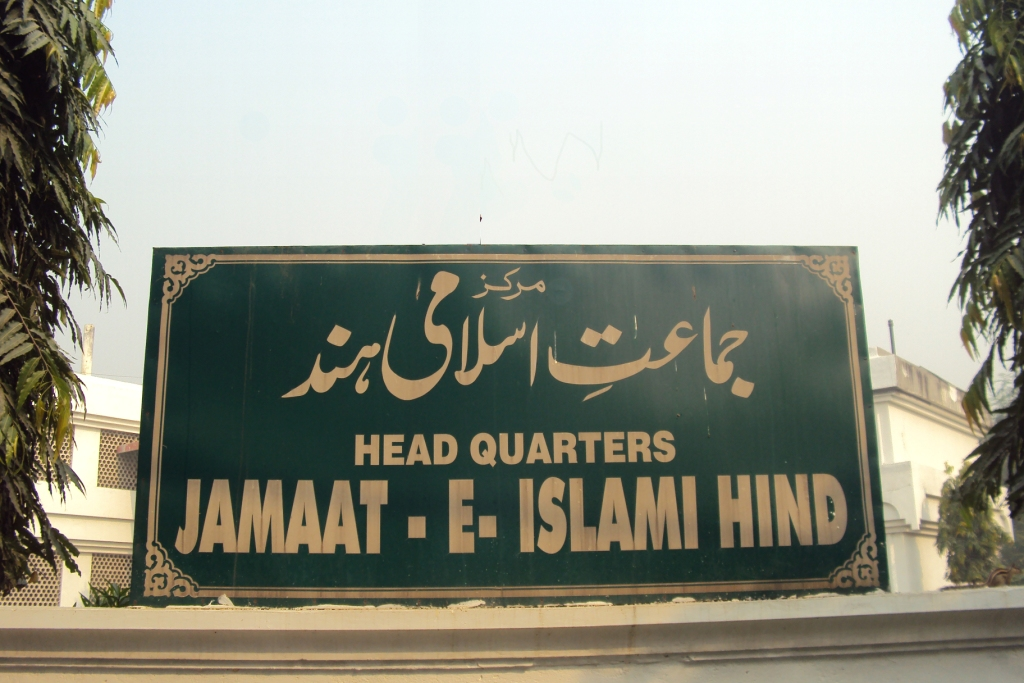
Jamaat-e-Islami Hind-Hauptquartier in Neu-Delhi

Jamaat-e-Islami Hind (JIH, Urdu جماعتِ اسلامی ہند, Hindi जमात-ए-इस्लामी हिन्द, „Islamische Gemeinschaft Indiens“) ist eine islamische gesellschaftliche Organisation in Indien. Im Gegensatz zu den Schwesterorganisationen in Pakistan und Bangladesch hat Jamaat-e-Islami Hind offiziell die Demokratie und den Säkularismus als de facto Grundprinzipien der Gesellschaftsordnung akzeptiert und lehnt diese nicht offen ab.

## Geschichte
Jamaat-e-Islami Hind entstand im April 1948 nach der Teilung Indiens als indischer Zweig der islamistischen Organisation Jamaat-e-Islami (JI), die 1941 im damaligen Britisch-Indien von Sayyid Abul Ala Maududi gegründet worden war. Auf der Gründungsversammlung in Allahabad wurde Maulana Abullais Nadwi zum ersten Ameer oder Amir (Emir) gewählt. Die Anhänger von Jamaat-Islami im ehemaligen Fürstenstaat Kaschmir schlossen sich weder dem indischen, noch dem pakistanischen Zweig von JI an, sondern gründeten eine eigene Organisation, Jammu & Kashmir Jamaat-e-Islami.
Jamaat-e-Islami Hind konzentrierte sich in Indien (im Gegensatz zum benachbarten Pakistan und später Bangladesch) auf erzieherische und kulturelle Aktivitäten. JIH rief anfänglich ihre Anhänger dazu auf, nicht an Wahlen teilzunehmen, da sie die demokratische Staatsform Indiens ablehnte. Muslime sollten nach den Vorstellungen von JIH nicht unter Gesetzen leben, die von Menschen (d. h. einer gewählten Regierung) gemacht wurden, sondern stattdessen den Gesetzen Allahs gehorchen. Westliche Bildung wurde abgelehnt und die JIH untersagte ihren Anhängern bis Ende der 1950er Jahre sogar den Besuch islamisch geführter Bildungseinrichtungen wie der Aligarh Muslim University.
Jamaat-e-Islami Hind wurde zweimal als Organisation in Indien verboten. Das erste Verbot erfolgte durch die Regierung von Indira Gandhi während der Zeit des Ausnahmezustandes 1975–1977, als sämtliche Organisationen, die als religiös-extremistisch galten, verboten wurden (darunter zählten auch die entsprechenden Hindu-Organisationen, wie der Rashtriya Swayamsevak Sangh). Das zweite Verbot erfolgte am 10. Dezember 1992 nach dem Unlawful Activities (Prevention) Act, 1967 durch die Regierung von Premierminister P. V. Narasimha Rao nach der Zerstörung der Moschee von Ayodhya 1992 und den danach eskalierenden Gewalttätigkeiten zwischen Hindus und Muslimen. Begründet wurde dieses Verbot bemerkenswerterweise nicht mit religiösem Extremismus, sondern mit der Beschuldigung, dass JIH-Funktionäre in öffentlichen Reden die Sezession Jammu und Kashmirs befürwortet und damit die Einheit Indiens gefährdet hätten. Dieses Verbot wurde 1994 durch einen Urteilsspruch des Obersten Gerichts wieder aufgehoben.
Ab den 1970er Jahren begann sich JIHs ablehnenden Haltung gegenüber der säkularen indischen Gesellschaftsordnung zu lockern. Die Organisation erlaubte ihren Mitgliedern die Teilnahme an Wahlen und akzeptierte die demokratische Ordnung zumindest als modus vivendi. Sie trennte schließlich auch im Jahr 1981 die Verbindungen zu ihrer 1977 gegründeten radikalisierten Studentenorganisation Students Islamic Movement of India (SIMI)

## Heutige Organisation
Die Hauptverwaltung befindet sich in Neu-Delhi.
| Nr. | Zone                 |
| --- | -------------------- |
| 1   | Assam-Nord           |
| 2   | Assam-Süd            |
| 3   | Andhra Pradesh       |
| 4   | Bihar                |
| 5   | Chhattisgarh         |
| 6   | Delhi                |
| 7   | Goa                  |
| 8   | Gujarat              |
| 9   | Jharkhand            |
| 10  | Karnataka            |
| 11  | Kerala               |
| 12  | Maharashtra          |
| 13  | Madhya Pradesh       |
| 14  | Punjab               |
| 15  | Rajasthan            |
| 16  | Tamil Nadu           |
| 17  | Telangana            |
| 18  | Uttar Pradesh (Ost)  |
| 19  | Uttar Pradesh (West) |
| 20  | Westbengalen         |

Heute hat JIH nach eigener Darstellung 20 Unterorganisationen (zones, units) in den indischen Bundesstaaten und Unionsterritorien. Die Organisation ist eine kleine Kaderorganisation und umfasst nach eigener Darstellung in ganz Indien nur etwa 6000 Mitglieder, was daran liegt, dass JIH sehr strenge Anforderungen an die Aufnahme als Mitglied stellt. Hinzu kommen 29.000 Karkuns (Arbeiter/Assoziierte) und 308.000 Muttafiqs (Sympathisanten). JIH hat unter anderem eine eigene Frauen- und eine Mädchenorganisation, eine islamische Studentenvereinigung Students Islamic Organisation (SIO), und die Idara-e-Adab-e-Islami, eine Konferenz über Literatur. Von JIH werden Moscheen, Madrasas, Schulen, Colleges, Waisenhäuser und muslimische karitative Einrichtungen betrieben.
Organisatorisch steht an der Spitze der Präsident (Amir-e-Jamaat). Seit April 2007 ist dies Maulana Syed Jalaluddin Umri. Dieser wird von einem Abgeordnetenrat (Council of Representatives) gewählt. In seinen Aufgaben wird der Amir von einem zentralen Beirat (Central Advisory Committee) aus 18 Mitgliedern, die ebenfalls vom Abgeordnetenrat gewählt werden, unterstützt. Den Regionalorganisationen stehen Zonal Amirs/Presidents vor, die vom Amir-e-Jamaat unter Hinzuziehung des zentralen Beirats und lokaler Ratgeber ernannt werden. Den weiteren Unterorganisationen stehen örtliche Emire vor, die ebenfalls in gleicher Weise vom Amir-e-Jamaat ernannt werden.
Bei der Parlamentswahl in Indien 2014 unterstützte Jamaat-e-Islami Hind keine islamische Partei, sondern die „Anti-Korruptionspartei“ Aam Aadmi Party.

## Programm
JIH versteht sich in erster Linie als erzieherische Organisation. Erstes Ziel von JIH ist die Darstellung der „von allen falschen Zusätzen gereinigten“ Lehre des Islam. Die heutigen Muslime hätten die ursprüngliche Reihenfolge der Quelle der Wahrheit und Inspiration Koran – Sunna – Meinungen der Gelehrten nahezu umgekehrt. Dies müsse geändert werden und erste Bezugsquellen müssten wieder Koran und Sunna werden. Ziel von JIH ist die Heranbildung einer islamischen Elite, wobei viel Wert auf Charakterbildung gelegt wird. Diese Elite soll eine intellektuelle, soziale und kulturelle, sowie letztlich auch politische Elite sein. Eine politische Partei will JIH aber nicht sein, sondern politische Änderungen sollen auf dem Weg der Erziehung erreicht werden. Ein zweiter Fokus sind Bildungsaktivitäten in der breiten Bevölkerung. Diese soll im islamischen Geist erzogen werden. Soziale Ungerechtigkeiten sollen beseitigt und die Bedürftigen (Witwen, Waisen, Arme, Behinderte) unterstützt werden.
JIH spricht sich für gute Beziehungen zwischen Muslimen und Nicht-Muslimen aus. Zwangsbekehrungen zum Islam werden abgelehnt. Das Eindringen der „dekadenten westlichen Kultur“ und damit einhergehende „negative Tendenzen“ wie Indifferenz gegenüber der Religion sollen bekämpft werden. Westliche Einflüsse auf das Bildungssystem werden abgelehnt. „Imperialistische Aktionen“ gegen unabhängige Staaten werden verurteilt. In der Praxis drückte sich die letztere Erklärung so aus, dass JIH gegen die US-amerikanisch geführte Invasion des Irak 2003 und Intervention in Afghanistan ab 2001 agitierte. Auch die Absetzung der von den Muslimbrüdern geführten ägyptischen Regierung durch einen Militärputsch 2013 wurde durch JIH verurteilt.
Am 15. September 2015 startete JIH eine öffentliche Kampagne gegen die Aktivitäten des sogenannten „Islamischen Staates“ (ISIS). Die Exzesse des Islamischen Staates hätten nichts mit dem Islam zu tun und man dürfe nicht vergessen, dass die Mehrheit der durch den ISIS Getöteten Muslime seien. Bei einem Besuch einer Konferenz der Jamaat-e-Islami Pakistan in Lahore im Januar 2015 äußerte JIH-Präsident Maulana Umari deutliche Kritik an den Verhältnissen in Pakistan. Das größte Problem Pakistans sei die politische Instabilität. Pakistan sei durch eine Fehlen von Entwicklung und wirklicher Demokratie gekennzeichnet und mache durch sich immer wiederholende Attentate und Bombenanschläge permanent Negativ-Schlagzeilen. Umari warnte Pakistan auch eindringlich vor dem Versuch einer militärischen Lösung des Kaschmir-Konfliktes.

## Kritik
Das Bekenntnis des heutigen JIH zur Demokratie und zur säkularen Staatsordnung wird nicht von allen Beobachtern ernst genommen. Kritiker wandten ein, dass JIH aus taktischen Gründen und aufgrund des Drucks der Umgebung sich in ihrer Wortwahl und ihrem öffentlichen Auftreten angepasst habe, aber in Wirklichkeit oder in ihrem Kern immer noch die alten islamistischen Ziele einer theokratischen undemokratischen Gesellschaftsordnung verfolge. Jamaat-e-Islami Hind stehe nach wie vor in der Tradition einer rückständigen Weltanschauung. In den Koranschulen existiere ein Lehrkanon, der Jahrhunderte alt sei. Den Schülern sei der Zugang zu moderner Literatur fast vollständig verwehrt. Das Lernen dort vollziehe sich zu großen Teilen als reines Auswendiglernen althergebrachter Lehrinhalte und kritische Fragen seien nicht erwünscht.